# Gigliola Cinquetti
Gigliola Cinquetti, née le 20 décembre 1947 à Vérone, est une chanteuse, actrice et animatrice de télévision italienne. Elle a remporté le Concours Eurovision de la chanson pour l'Italie, en 1964, avec la chanson Non ho l'età.

## Débuts
Gigliola Cinquetti naît dans une famille fortunée et d'ascendance noble. Son père, Luigi, est architecte. Sa mère, Sara, est femme au foyer. Elle a une sœur : Rosabianca.
À cinq ans, Gigliola fait sa première expérience théâtrale : elle interprète la Vierge Marie dans une pièce de son école. Ses parents découvrent très tôt son talent musical et l'encouragent dans cette voie, lui payant des cours de solfège et de piano.
À douze ans, Gigliola commence sa carrière de chanteuse et se produit en amatrice au théâtre Ristori de Vérone. Elle poursuit en parallèle sa scolarité à l'École des Arts de Vérone, dont elle sort diplômée en chant et solfège. Elle obtient également son agrégation de l'enseignement, puis entame des études en architecture, avant de se réorienter vers la philosophie.
En 1963, Gigliola participe au Festival des Nouvelles Voix de Castrocaro, qu'elle remporte avec Le strade di notte (Les rues de la nuit), une chanson écrite par Giorgio Gaber. Elle signe dans la foulée son premier contrat d'enregistrement avec la compagnie CGD et publie son premier 45 tours.

## Première participation au Concours Eurovision
En 1964, Gigliola participe pour la première fois au Festival de Sanremo. Elle concourt de concert avec Patricia Carli. Toutes deux interprètent Non ho l'età, une chanson de Nicola Salerno et Mario Panzeri. Ensemble, elles remportent le Festival, mais c'est Gigliola qui est choisie par la télévision publique italienne pour la représenter à la neuvième édition du Concours Eurovision de la chanson.
Le samedi 21 mars 1964, à Copenhague, Gigliola remporte le Concours Eurovision pour l'Italie. Elle devient la première et seule artiste de l'histoire du concours à être autorisée à remonter sur scène pour saluer une seconde fois le public. En effet, après sa prestation, le public danois l'applaudit de façon si marquée et si prolongée, que la production lui permet de revenir s'incliner à nouveau.
C'est la première victoire de l'Italie au concours. Il s'agit toujours de la plus écrasante de toutes les victoires, l'Italie remportant 2,88 fois plus de votes que le Royaume-Uni, une proportion toujours inégalée.
Non ho l'età rencontre un immense succès commercial partout en Europe, une première dans l’histoire du concours. La chanson se vend à quatre millions d'exemplaires et offre à Gigliola la possibilité d'enregistrer son premier album. La chanson est reprise en français par Patricia Carli sous le titre Je suis à toi.
Gigliola, qui est alors âgée de seize ans, demeure la plus jeune gagnante de l'histoire du concours, jusqu'en 1986. Cette année-là, elle est détrônée par la Belge Sandra Kim, qui remporte la victoire à l'âge de treize ans.

## Apogée
En 1964, elle enregistre avec Maurice Chevalier un duo L'Italiano.
En 1965, Gigliola revient concourir à Sanremo avec la chanson Ho bisogno di vederti (J'ai besoin de te voir) de Piero Ciampi et termine à la cinquième place. La même année, elle donne son premier concert à l'Olympia.
En 1966, Gigliola remporte à nouveau Sanremo, de concert avec Domenico Modugno. Cette fois, la télévision publique italienne choisit Modugno pour la représenter à la onzième édition du Concours Eurovision. Le chanteur terminera dernier avec la chanson Dio, come ti amo (Dieu, que je t'aime), qui connaîtra pourtant un grand succès commercial par la suite. Gigliola, quant à elle, apparaît également dans le film « Testa di rapa » et remporte le Lion d'argent à la Mostra de Venise, dans la catégorie « Révélations ».
En 1968, Gigliola fait ses débuts à la télévision dans le téléfilm « Le mie prigioni », dirigé par Sandro Bolchi et basé sur la vie de l'écrivain italien Silvio Pellico.
De 1968 à 1973, Gigliola ne manque aucune édition du Festival de Sanremo, concourant à six reprises consécutives. Elle obtient sa meilleure place en 1969, terminant sixième avec la chanson La pioggia. Celle-ci rencontrera un très grand succès commercial et sera traduite en français sous le titre L'Orage.
Au début des années 70, Gigliola se convertit progressivement à la musique folk. Elle consacre de plus en plus de temps à la peinture et aux arts décoratifs. Elle conçoit la couverture de plusieurs livres, dont La Bohème et Mystère. Elle collabore avec l'écrivain Umbertino di Caprio, illustrant ses livres pour enfants, Il pescastelle, en 1973 et Inchiostrino, en 1976.
En 1973, Gigliola remporte l'émission Canzonissima avec la chanson Alle porte del sole (Aux portes du soleil) et devient numéro un des ventes de disques en Italie.Cette chanson sort en France sous le titre Dernière histoire, premier amour et connaît un beau succès en France.
La même année, elle publie son album « Stasera ballo liscio » qui rencontre un énorme succès commercial et remporte la Gondola d'oro.
Gigliola Cinquetti fit une carrière française de 1964 à 1977. Ses plus grands succès furent Non ho l'età, L'Italiano en duo avec Maurice Chevalier, L'Orage sous le label Festival, puis sous le label CBS Le bateau mouche, Dernière Histoire, Premier amour, Lui, La Primavera. Elle a souvent travaillé avec Joe Dassin qui lui a écrit Le bateau mouche et l'a souvent invitée dans les émissions de Maritie et Gilbert Carpentier Top à... Ils ont chacun de son côté interprété le même tube, Comment te dire.
Après 1976, chacun de ses 45 tours français rencontre l'indifférence : Comment-fait elle dis-moi ?, Western, et elle décide de ne pas persister. CBS lance Jeane Manson à cette époque afin de la remplacer, mais le public de Gigliola se retrouve, à partir de 1978, chez la portugaise Linda De Suza.

## Deuxième participation au Concours Eurovision
En 1974, Gigliola est à nouveau choisie par la télévision publique italienne pour la représenter à la dix-neuvième édition du Concours Eurovision. Sa chanson, Si, suscita immédiatement la controverse. L’Italie était alors en pleine campagne électorale, dans le cadre d’un référendum fixé au mois de mai 1974. Les Italiens devaient se prononcer pour ou contre l'abrogation de la loi permettant le divorce. Les censeurs de la télévision publique italienne estimèrent que Si (Oui) pourrait être accusée d’envoyer des messages subliminaux, voire d’être une propagande pour influencer les électeurs. La chanson ne fut diffusée par la RAI qu’après le référendum. Celui-ci se conclut par la victoire du non et le maintien de la loi sur le divorce. Quant à Gigliola, elle termina à la deuxième place du concours, derrière le groupe suédois ABBA et leur chanson Waterloo. Gigliola sort une version française, Lui, dont les paroles ne sont pas la traduction de la version originale, mais une chanson d'amour traditionnelle.

## Interruption de carrière et réorientation professionnelle
En 1979, Gigliola épouse le journaliste Luciano Teodori dont elle a deux fils, Giovanni 1980 et Costantino 1984. Après une pause professionnelle lui permettant d'élever ses enfants, elle revient sur scène en 1981.
Parallèlement, Gigliola décide de devenir journaliste. Elle rédige plusieurs articles pour la presse écrite et apparaît comme reporter dans le programme de Federico Fazzuoli, « Linea verde ». En 1982, elle présente l'émission « Portobello » aux côtés d'Enzo Tortora.
Gigliola participe à deux nouvelles reprises au Festival de Sanremo : en 1985, où elle termine troisième, et en 1989, où elle termine dix-huitième. Elle participe également à de nombreuses manifestations musicales comme la Premiatissima, le Festivalbar, la Mostra Internazionale di Musica Leggera de Venise, Una Rotonda sul Mare et Canteuropa.
En 1985, elle signe un contrat avec le label Baby Records qui avec sa disparition entraîne la suppression de la sortie du 45 tours Una donna distante qui restera inédit.

## Présentation du Concours Eurovision
En 1991, Gigliola présente la trente-sixième édition du Concours Eurovision, en duo avec Toto Cutugno. Ce fut la première fois que deux anciens vainqueurs présentèrent ensemble le concours, Cutugno ayant remporté la victoire l'année précédente. Tous deux interprétèrent durant l'ouverture de la finale, leur chanson gagnante.
Durant la retransmission, les deux présentateurs s'exprimèrent quasi exclusivement en italien, ne recourant au français et à l'anglais que partiellement, durant la procédure de vote. En réalité, ni Gigliola, ni Toto ne maîtrisaient les deux langues officielles de l'UER. Ils rencontrèrent par conséquent des difficultés pour les prononcer et les comprendre. Cela ralentit fortement le déroulement du concours et créa de nombreux hiatus. Ainsi, durant la procédure de vote, le superviseur Frank Naef dut intervenir à une vingtaine de reprises, pour corriger leurs erreurs.

## Poursuite de sa carrière
En 1992, elle revient en France le temps d'un 45 tours écrit par Didier Barbelivien La Poésie d'une femme.
En 1995, Gigliola participe pour la douzième et dernière fois au Festival de Sanremo. Elle termine à la quatorzième place. Par la suite, elle décide d'abandonner la chanson, pour devenir journaliste et présentatrice de télévision à plein temps.
Dès 1996, Gigliola anime plusieurs programmes pour la Rai (« Tornando a casa », « Les femmes - Un voyage dans l'histoire des femmes italiennes », etc.) et pour TMC (« Festa di Compleanno » « C'era una volta il festival di Napoli », etc.).
En 1997, Gigliola joue son premier rôle au théâtre, dans la comédie « L'homme qui a inventé la télévision ». Mais la pièce ne rencontre pas les faveurs du public.
En 2008, Gigliola reçoit le prix « Giulietta alla Donna », en hommage à sa carrière en Italie et dans le monde. En 2011, elle fait partie du jury du programme de variétés « Attenti a quei due - La sfida ». Le 17 mai 2011, elle est l'invitée de l'émission Les Années bonheur de Patrick Sébastien. En 2012, elle participe au programme « Tale e Quale Show » sur la Rai 1. En 2013 et 2014, elle participe à la tournée Âge tendre, la tournée des idoles en France, pour une cinquantaine de dates. Elle interprète trois titres, ses tubes Non ho l'età, L'Orage, et une reprise de Charles Trenet, Douce France. Elle continue ensuite les concerts en Italie. Elle revient en France, où elle chante le 17 décembre 2017 au Théâtre du Gymnase.
En mai 2022 à Turin, elle interprète à nouveau « Non ho l'età » lors de l'entracte du Concours Eurovision de la Chanson 2022.

## Participations au Festival de Sanremo
- 1964 : Non ho l'età (per amarti), en duo avec Patricia Carli - 1re place
- 1965 : Ho bisogno di vederti, en duo avec Connie Francis - 5e place
- 1966 : Dio come ti amo, en duo avec Domenico Modugno - 1re place
- 1968 : Sera, en duo avec Giuliana Valci - 8e place
- 1969 : La pioggia, en duo avec France Gall - 6e place
- 1970 : Romantico blues, en duo avec Bobby Solo - 6e place
- 1971 : Rose nel buio, en duo avec Ray Conniff - 9e place
- 1972 : Gira l'amore (Caro bebè) - 9e place
- 1973 : Mistero - non finaliste
- 1985 : Chiamalo amore - 3e place
- 1989 : Ciao - 18e place
- 1995 : Giovane vecchio cuore - 14e place

## Discographie

### Singles
- 1964 : Non ho l'età
- 1964 : Sei un bravo ragazzo
- 1964 : Quando vedo che tutti si amano
- 1964 : Penso alle cose perdute
- 1964 : L'italiano, en duo avec Maurice Chevalier
- 1964 : Il primo bacio che darò
- 1964 : Non è niente, lasciami stare
- 1964 : Ce n'e uno solo
- 1964 : Prima o poi… telefonerai
- 1964 : Tout un dimanche loin de toi
- 1964 : Charmant comme toi
- 1964 : Uno di voi
- 1964 : L'un d'entre vous
- 1964 : Reste là
- 1965 : Dans l'église de lumière
- 1965 : Les yeux baissés
- 1965 : J'oublie
- 1965 : Un jour pour ceux qui s'aiment
- 1965 : Ho bisogno di vederti
- 1965 : Grazie amore
- 1965 : Napoli fortuna mia
- 1965 : Anema e core
- 1966 : Dio come ti amo
- 1966 : Mille ani
- 1966 : Sfiorisci bel fiore
- 1966 : Vuoi
- 1966 : Mon Dieu comme je t'aime
- 1966 : Les filles et les roses
- 1966 : La feuille qui tombe
- 1966 : Vous
- 1967 : Dommage, dommage
- 1967 : Quand le rossignol a chanté
- 1967 : Le cœur trop tendre
- 1967 : La voix de mon amour
- 1967 : La rosa nera
- 1967 : Ho il cuore tenero
- 1967 : Tutti sono andati
- 1967 : Una storia d'amore
- 1967 : Quando io sarò partita
- 1967 : La rose
- 1967 : Tout le monde est parti
- 1967 : Une histoire d'amour
- 1967 : Le matin où je serai partie
- 1968 : Comment te dire
- 1968 : Le soir
- 1968 : Quelli erano i giorni
- 1968 : Volano le rondini
- 1969 : La pioggia
- 1969 : Zero in amore
- 1969 : L'orage
- 1969 : Vole, petite hirondelle
- 1969 : Le tandem
- 1969 : Il faut sortir
- 1969 : Mon petit doigt
- 1969 : Le chemin qui mène à l'amour
- 1969 : Liverpool
- 1969 : L'aeroplano
- 1969 : La lluvia (en espagnol)
- 1970 : J'ai le cœur plus grand que l'amour
- 1970 : Vive la fête
- 1970 : Romantico blue
- 1970 : T'amo lo stesso
- 1970 : La domenica andando alla messa
- 1971 : Canto bambino
- 1971 : Fatalità
- 1971 : Le bateau-mouche
- 1971 : Quand la fête est finie
- 1971 : Mister chipp
- 1972 : Tous les hommes sont fidèles
- 1972 : Une chanson triste pour un jour de fête
- 1972 : Un coin de terre, un olivier (sur l'air de Gira l'amore)
- 1972 : Pourquoi
- 1972 : Je suis timide
- 1972 : Parti sans adresse
- 1972 : Tu balli sul mio cuore
- 1972 : Un altra donna, un altra canzone
- 1974 : Qui comando io
- 1974 : Alle porte del sole
- 1974 : Dernière histoire, premier amour
- 1974 : Mister ship
- 1974 : Sì
- 1974 : Il pappagallo verde
- 1974 : Lui
- 1974 : Le tandem
- 1974 : Si on voulait
- 1974 : Le grand manège aux souvenirs
- 1975 : Comment fait-elle, dis-moi ?
- 1975 : La Joconde
- 1976 : La primavera
- 1976 : Sans toi
- 1977 : Western
- 1977 : Rossignol
- 1992 : La poésie d'une femme
- 1992 : Di più di quest'amore

### Albums
- 1964 : Gigliola Cinquetti (CGD, FG 5012)
- 1967 : La rosa nera (CGD - Serie Smeraldo, POP 36)
- 1967 : Gigliola per i più piccini (CGD, FG 5036)
- 1968 : Gigliola Cinquetti e il Trio Panchos in Messico (CBS, S 63404)
- 1969 : Il treno dell'amore (CGD - Serie Smeraldo, POP 75)
- 1971 : Cantando con gli amici (CGD, FGL 5086)
- 1971 : ...e io le canto così (CGD, FGL 5094)
- 1972 : Su e giù per le montagne (CGD, FGL 5114)
- 1972 : I Vari Volti Di Gigliola Cinquetti (CGD)
- 1973 : Recital In Japan
- 1973 : Stasera ballo liscio (CGD, 69044)
- 1974 : Bonjour Paris (CGD, 65978)
- 1974 : Gigliola Cinquetti in Francia (CGD, 65602)
- 1974 : Gigliola Cinquetti (CGD, 69068)
- 1974 : L'Edera e Altre Fantasie (CGD, 69194)
- 1975 : Il meglio di Gigliola Cinquetti (CGD, 69126)
- 1975 : Gigliola Cinquetti e la banda (CGD, 69194)
- 1978 : Pensieri di donna (CGD, 20050)
- 1982 : Portobello (CGD, 20336)
- 1989 : ...e inoltre ciao (WEA, 244906-1)
- 1991 : Tutt'intorno (Dischi Ricordi, SMRL 6437)
- 1994 : Luna Nel Blu...Con Amore
- 1995 : Giovane vecchio cuore (Mercury Records, 526 832-2)
- 1996 : Live in Tokyo (NAR International, 044295007-2)
- 1997 : Prima del temporale (Fuego)
- 2004 : Collezione Privata (Dischi Ricordi)
- 2006 : Il Meglio di Gigliola Cinquetti

## Filmographie
- 1964 : Chansons, Fanfarons et Jeunes Poupées (Canzoni, bulli e pupe), de Carlo Infascelli
- 1965 : 008: Operazione ritmo (it), de Tullio Piacentini
- 1965 : Questi pazzi, pazzi italiani, de Tullio Piacentini
- 1966 : Gatto Filippo licenza di... incidere, de Daniele Zaccaria
- 1966 : Testa di rapa, de Giancarlo Zagni
- 1966 : Dio, come ti amo! (it), de Miguel Iglesias
- 1968 : Il professor Matusa e i suoi hippies (it), de James Stuart
- 1968 : Le mie prigioni (it), de Sandro Bolchi
- 2001 : I cavalieri che fecero l'impresa de Pupi Avati